# Kazimierz Tylko
Kazimierz Tylko (ur. 26 lutego 1947 w Sanoku, zm. 18 lutego 2024) – polski piłkarz ręczny i trener piłki ręcznej, reprezentant Polski.

## Życiorys
W latach 1965–1981 pracował w WSK Mielec. Występował na przełomie lat 60. i 70. w Stali Mielec, zdobywając z nią wicemistrzostwo Polski i Puchar Polski. W 1977-1978 grał w austriackim H. C. Graz. W 1981 wyjechał do Belgii, pracował w fabryce papierosów w Herstal i grał w tamtejszej lidze, w zespole Union Beynoise. Następnie trenował tamtejsze zespoły, odnosząc sukcesy – m.in. mistrzostwo kraju.